# Irvin McDowell
Pour les articles homonymes, voir McDowell.
Irvin McDowell (15 octobre 1818 – 4 mai 1885) est un officier général de carrière dans l'United States Army, largement connu pour sa défaite à la première bataille de Bull Run, durant la guerre de Sécession.

## Biographie

### Carrière

#### Avant la guerre
Irvin McDowell sort diplômé de West Point en 1854.

#### Guerre de Sécession
Lorsque le Ier corps est activé, le 13 mars 1862, au moment où le président Abraham Lincoln ordonne la création de quatre corps d'armée, sous le commandement du major-général George B. McClellan, le major-général Irvin McDowell en prend son commandement. Sous ses ordres se trouvent trois divisions. Il est au commandement de ce corps jusqu'au 4 avril 1862.
En juillet 1864, il remplace George Wright au commandement du département du Pacifique, jusqu'à la dissolution de ce dernier le 27 juillet 1865.

## Vie privée
Irvin McDowell est l'oncle de la réformatrice sociale Mary McDowell
Il meurt le 4 mai 1885 et est enterré au cimetière national de San Francisco.